# تور ورسل
تور ورسل (انگلیسی: Ture Wersäll؛ ۱۲ اوت ۱۸۸۳ – ۱۸ دسامبر ۱۹۶۵ (aged 82)) ورزشکار طناب‌کشی اهل سوئد بود.
وی در مسابقات کشوری و بین‌المللی در مجموع برندهٔ ۱ مدال برنز شده‌است.